# Diurético da ansa

Fórmulas estruturais de alguns diuréticos da ansa.

Os diuréticos de alça (português brasileiro) ou da ansa (português europeu) são um grupo de fármacos diuréticos que atuam no rim, aumentando o volume e diminuindo a concentração da urina.

## Mecanismo de ação
Eles inibem o transportador de Na+/K+/2Cl-, que reabsorve sal e água do filtrado. Esse transportador está presente nas células da porção ascendente da alça de Henle(português brasileiro)  ou ansa de Henle(português europeu). Também inibem a reabsorção de íons magnésio e cálcio.

## Efeitos
Aumentam muito a diurese (micção), sendo dos diuréticos mais potentes.
Cerca de um quarto do volume do filtrado são excretados com um diurético de alça em dose máxima, em comparação a 1% no individuo normal.
Causam vasodilatação venosa.

## Usos clínicos
Não são potentes hipotensores para as formas leve e moderada. Só devem ser usados na hipertensão arterial em situações especiais como estados edematosos ou em emergências hipertensivas. Pela via oral, tem início de ação em 30 minutos, pico em duas horas e fim de ação depois de quatro a seis horas. Pela via parenteral, tem início de ação em cinco minutos, pico em 30 minutos e fim de ação após duas horas.

### Efeitos adversos
- Hipocaliemia
- Alcalose metabólica
- Hipotensão
- Náuseas
- Baixos níveis de magnésio e cálcio, em idosos.
- Surdez (muito raramente)

## Usos clínicos
O uso de diuréticos deve ser feito com restrição do sal na dieta, pois o seu efeito poderá aumentar o apetite por sal, e se este for ingerido em grandes quantidades, não terá benefício.
- Edema pulmonar agudo
- Insuficiência cardíaca crónica
- Síndrome nefrótica
- Cirrose hepática
- Insuficiência renal
- São usados no tratamento da hipertensão arterial, em combinação com um IECA.